# مرد اراده
مرد اراده (انگلیسی: Man of Will; کره‌ای: 대장 김창수) یک فیلم زندگی‌نامه‌ای سال ۲۰۱۷ کره جنوبی به کارگردانی لی وون ته و با بازی چو جین وونگ و سونگ سونگ هون است.
این فیلم بر پایه یک رمان ساخته شده‌است و تقریباً دو سال از زندگی کیم کو، فعال جنبش استقلال کره را به تصویر می‌کشد که در دورهٔ زمانی نمایش داده شده در فیلم با نام کیم چانگ سو شناخته می‌شود.
این فیلم در ۱۹ اکتبر ۲۰۱۷ منتشر شد و ۲٫۷ میلیون دلار در گیشه فروخت.

## بازیگران

### اصلی
- چو جین وونگ در نقش کیم چانگ سو[۶]
- سونگ سونگ هون در نقش کانگ هیونگ شیک
- جونگ جین یونگ در نقش گو جین سا
- جونگ مان شیک در نقش ما سانگ گو